# Benzotiofen
Benzotiofenul (benzo[b]tiofenul sau tianaftalina) este un compus organic heterociclic cu formula chimică C8H6S și cu un miros similar cu cel de naftalină. Se regăsește natural în gudronul de lignit. Izomerul său este benzo[c]tiofenul.
Benzotiofenul este utilizat ca precursor pentru sinteza unor compuși bioactivi. De exemplu, moleculele medicamentelor raloxifen, zileuton și sertaconazol conțin un nucleu de benzotiofen. Mai este utilizat pentru obținerea de tioindigo.

## Obținere
Majoritatea metodelor de sinteză duc la formarea de benzotiofeni substituiți, care pot fi utilizați ca precursori în alte reacții chimice. Un exemplu este reacția unui derivat de 2-bromobenzen substituit cu alchil cu sulfură de sodiu sau sulfură de potasiu, care formează un benzotiofen 2-alchil substituit:
În locul sulfurilor alcaline, se poate utiliza tiouree pe post de reactiv:
În prezența unui catalizator de aur, se poate sintetiza un derivat mai complex, un benzotiofen 2,3-disubstituit: